# Лыжные гонки на зимних Олимпийских играх 2010
Соревнования по лыжным гонкам на зимних Олимпийских играх 2010 прошли с 15 по 28 февраля в Олимпийском парке Уистлера, в долине Каллаган к югу от Уистлера Канада. Были разыграны 12 комплектов наград — наибольшее количество среди всех видов спорта (столько же было разыграно в конькобежном спорте).
У мужчин по два золота выиграли норвежец Петтер Нортуг (командный спринт и масс-старт на 50 км) и швед Маркус Хельнер (скиатлон и эстафета). У женщин три золота выиграла норвежка Марит Бьёрген.
В женской эстафете сборная СССР/России осталась без олимпийских медалей второй раз в истории с 1956 года (в 1984 году советские лыжницы стали четвёртыми, а в 2002 году из-за дисквалификаций сборная России не сумела выставить команду).

## Медали

### Медалисты

#### Мужчины
| Дисциплина                               | Золото                                                                          | Серебро                                                                              | Бронза                                                        |
| 15 км — свободный стиль                  | Дарио Колонья Швейцария                                                         | Пьетро Пиллер Коттрер Италия                                                         | Лукаш Бауэр Чехия                                             |
| Гонка преследования 15+15 км             | Маркус Хельнер Швеция                                                           | Тобиас Ангерер Германия                                                              | Юхан Ульссон Швеция                                           |
| Масс-старт на 50 км — классический стиль | Петтер Нортуг Норвегия                                                          | Аксель Тайхман Германия                                                              | Юхан Ульссон Швеция                                           |
| Эстафета 4×10 км                         | Швеция · Даниэль Риккардссон · Юхан Ульссон · Андерс Сёдергрен · Маркус Хельнер | Норвегия · Мартин Йонсруд Сундбю · Одд-Бьёрн Йельмесет · Ларс Бергер · Петтер Нортуг | Чехия · Мартин Якш · Лукаш Бауэр · Иржи Магал · Мартин Коукал |
| Спринт — классический стиль              | Никита Крюков Россия                                                            | Александр Панжинский Россия                                                          | Петтер Нортуг Норвегия                                        |
| Командный спринт — свободный стиль       | Норвегия · Эйстейн Петтерсен · Петтер Нортуг                                    | Германия · Тим Чарнке · Аксель Тайхман                                               | Россия · Алексей Петухов · Николай Морилов                    |

#### Женщины
| Дисциплина                               | Золото                                                                               | Серебро                                                                           | Бронза                                                                                 |
| 10 км — свободный стиль                  | Шарлотт Калла Швеция                                                                 | Кристина Шмигун Эстония                                                           | Марит Бьёрген Норвегия                                                                 |
| Гонка преследования 7,5+7,5 км           | Марит Бьёрген Норвегия                                                               | Анна Хог Швеция                                                                   | Юстина Ковальчик Польша                                                                |
| Масс-старт на 30 км — классический стиль | Юстина Ковальчик Польша                                                              | Марит Бьёрген Норвегия                                                            | Айно-Кайса Сааринен Финляндия                                                          |
| Эстафета 4×5 км                          | Норвегия · Вибеке Скофтеруд · Терезе Йохёуг · Кристин Стёрмер Стейра · Марит Бьёрген | Германия · Катрин Целлер · Эви Захенбахер-Штеле · Мириам Гёсснер · Клаудия Нюстад | Финляндия · Пирьё Муранен · Вирпи Куйтунен · Риита-Лииса Ропонен · Айно-Кайса Сааринен |
| Спринт — классический стиль              | Марит Бьёрген Норвегия                                                               | Юстина Ковальчик Польша                                                           | Петра Майдич Словения                                                                  |
| Командный спринт — свободный стиль       | Германия · Эви Захенбахер-Штеле · Клаудия Нюстад                                     | Швеция · Шарлотт Калла · Анна Хог                                                 | Россия · Ирина Хазова · Наталья Коростелёва                                            |

### Общий зачёт
(Жирным выделено самое большое количество медалей в своей категории)
| Общее количество медалей |           |        |         |        |       |
| Место                    | Страна    | Золото | Серебро | Бронза | Всего |
| 1                        | Норвегия  | 5      | 2       | 2      | 9     |
| 2                        | Швеция    | 3      | 2       | 2      | 7     |
| 3                        | Германия  | 1      | 4       | 0      | 5     |
| 4                        | Россия    | 1      | 1       | 2      | 4     |
| 5                        | Польша    | 1      | 1       | 1      | 3     |
| 6                        | Швейцария | 1      | 0       | 0      | 1     |
| 7                        | Италия    | 0      | 1       | 0      | 1     |
| 7                        | Эстония   | 0      | 1       | 0      | 1     |
| 9                        | Финляндия | 0      | 0       | 2      | 2     |
| 9                        | Чехия     | 0      | 0       | 2      | 2     |
| 11                       | Словения  | 0      | 0       | 1      | 1     |

## Спортивные объекты
| Олимпийский парк Уистлера |
| ------------------------- |
| Вместимость: 12 000       |